# ダン・ゴスリング
ダニエル・ゴスリング（Daniel Gosling, 1990年2月1日 - ）は、イングランド・デヴォン州、ブリクサム出身の元サッカー選手。現役時代のポジションはMF（中央、サイド）、DF（サイドバック）。

## 経歴
プリマス・アーガイルFCの下部組織出身。2006年12月9日、16歳と310日にしてハル・シティAFC戦でプロデビューを果たす。当時は主に右サイドバックとして出場していた。
2008年1月、プレミアリーグのエヴァートンFCへ移籍。同年3月6日のUEFAカップ対ACFフィオレンティーナ戦で初ベンチ入り。同年のボクシング・デー（12月26日）に開催されたミドルズブラFC戦にスタメン出場しプレミアデビュー。その2日後のサンダーランドAFC戦でプレミア初ゴールを記録した。
2010年夏、フリーでエヴァートンを退団。プレミアリーグに復帰したニューカッスル・ユナイテッドFCへ移籍。
2013年10月4日、ブラックプールFCへ期限付き移籍。
2014年5月16日、AFCボーンマスへ完全移籍。契約期間は4年。
2021年1月31日、ワトフォードFCと2年半契約を結んだ。
2023年11月6日、ノッツ・カウンティFCに加入した。

## エピソード
ゴスリングを語る上で欠かせない試合が2009年のFAカップ4回戦、エヴァートンのホーム「グディソン・パーク」での対リヴァプールFC戦。この試合はシーズン中4度目のダービーマッチで、リヴァプールの本拠地「アンフィールド」で行われた同カップ戦の引分けによる再試合だった。
試合は両者譲らずスコアレスのまま延長戦に突入し、PK戦になると思われた試合終了間際の延長後半13分。アンディ・ファン・デル・メイデのクロスをペナルティーエリア内で受けたゴスリングが、3人のディフェンダーに囲まれながらも右足でシュートを放つと、これが決まりチームに劇的な勝利をもたらした。このゴールはシーズンにおけるチームのベストゴールに選ばれている。

## 個人成績
| クラブ                       | リーグ             | シーズン | リーグ | リーグ | FAカップ | FAカップ | リーグカップ | リーグカップ | その他 | その他 | 合計 | 合計 |
| クラブ                       | リーグ             | シーズン | 出場   | 得点   | 出場     | 得点     | 出場         | 得点         | 出場   | 得点   | 出場 | 得点 |
| ---------------------------- | ------------------ | -------- | ------ | ------ | -------- | -------- | ------------ | ------------ | ------ | ------ | ---- | ---- |
| プリマス・アーガイル         | チャンピオンシップ | 2006-07  | 12     | 2      | 2        | 0        | 0            | 0            | -      | -      | 14   | 2    |
| プリマス・アーガイル         | チャンピオンシップ | 2007-08  | 10     | 0      | 0        | 0        | 0            | 0            | -      | -      | 10   | 0    |
| エヴァートン                 | プレミアリーグ     | 2007-08  | 0      | 0      | 0        | 0        | 0            | 0            | 0      | 0      | 0    | 0    |
| エヴァートン                 | プレミアリーグ     | 2008-09  | 11     | 2      | 6        | 1        | 0            | 0            | 0      | 0      | 17   | 3    |
| エヴァートン                 | プレミアリーグ     | 2009-10  | 11     | 2      | 0        | 0        | 2            | 1            | 7      | 0      | 20   | 3    |
| ニューカッスル・ユナイテッド | プレミアリーグ     | 2010-11  | 1      | 0      | 0        | 0        | 0            | 0            | -      | -      | 1    | 0    |
| ニューカッスル・ユナイテッド | プレミアリーグ     | 2011-12  | 12     | 1      | 2        | 0        | 2            | 0            | -      | -      | 16   | 1    |
| ニューカッスル・ユナイテッド | プレミアリーグ     | 2012-13  | 3      | 0      | 0        | 0        | 1            | 0            | 5      | 0      | 9    | 0    |
| ニューカッスル・ユナイテッド | プレミアリーグ     | 2013-14  | 8      | 0      | 0        | 0        | 2            | 0            | 0      | 0      | 10   | 0    |
| ブラックプール (loan)        | チャンピオンシップ | 2013-14  | 14     | 2      | 0        | 0        | 0            | 0            | 0      | 0      | 14   | 2    |
| 通算                         | 通算               | 通算     | 82     | 9      | 10       | 1        | 7            | 1            | 12     | 0      | 111  | 11   |

## タイトル
エヴァートン
- FAカップ準優勝: 2008-09[9]

AFCボーンマス
- フットボールリーグ・チャンピオンシップ: 2014-15[10]

U-19イングランド代表
- UEFA U-19欧州選手権準優勝: 2009[11]

個人
- エヴァートン年間最優秀ゴール賞: 2008-09